# John Musa
John Musa (* 6. März 1950) ist ein ehemaliger simbabwischer Radrennfahrer.

## Sportliche Laufbahn
Musa war im Bahnradsport aktiv. Er war Teilnehmer der Olympischen Sommerspiele 1980 in Moskau. Im 1000-Meter-Zeitfahren belegte er beim Sieg von Lothar Thoms den 18. Platz. 
Im Sprint schied er im Vorlauf gegen Lutz Heßlich aus. Musa war der einzige Starter seines Landes im Bahnradsport.